# Zeke Steggall
Zeke Steggall (Manly, 9 de julio de 1971) es un deportista australiano que compitió en snowboard. Ganó una medalla de bronce en el Campeonato Mundial de Snowboard de 1999, en la prueba de campo a través. Su hermana Zali compitió en esquí alpino.

## Medallero internacional
| Campeonato Mundial | Campeonato Mundial       | Campeonato Mundial | Campeonato Mundial |
| Año                | Lugar                    | Medalla            | Competición        |
| ------------------ | ------------------------ | ------------------ | ------------------ |
| 1999               | Berchtesgaden (Alemania) | Medalla de bronce  | Campo a través     |